# (3338) Richter
(3338) Richter ist ein Asteroid des Asteroiden-Hauptgürtels, der am 28. Oktober 1973 vom deutschen Astronomen Freimut Börngen am Karl-Schwarzschild-Observatorium in Thüringen entdeckt wurde.
Der Asteroid wurde nach dem deutschen Astronomen Nikolaus Richter, Direktor des Karl-Schwarzschild-Observatoriums von 1960 bis 1975, benannt.